# كنيسة القديسة حنة (فيلنيوس)
كنيسة القديسة حنة أو كنيسة سانت آن (بالليتوانية: Šv. Onos bažnyčia) هي كنيسة رومانية كاثوليكية تقع في منطقة البلدة القديمة بالعاصمة الليتوانية فيلنيوس على الضفة اليُمنى لنهر فيلنيا. تعد الكنيسة مثالاً بارزاً على العمارة القوطية المزخرفة بألسنة اللهب والبناء بالطوب القوطي. كما أنها من بين أبرز معالم البلدة القديمة في فيلنيوس حيث لعبت دوراً في قرار إدراج المنطقة على قائمة مواقع التراث العالمي لليونسكو، وهي من بين أكثر صروح العمارة القوطية محطاً للانتباه في ليتوانيا.

## التاريخ

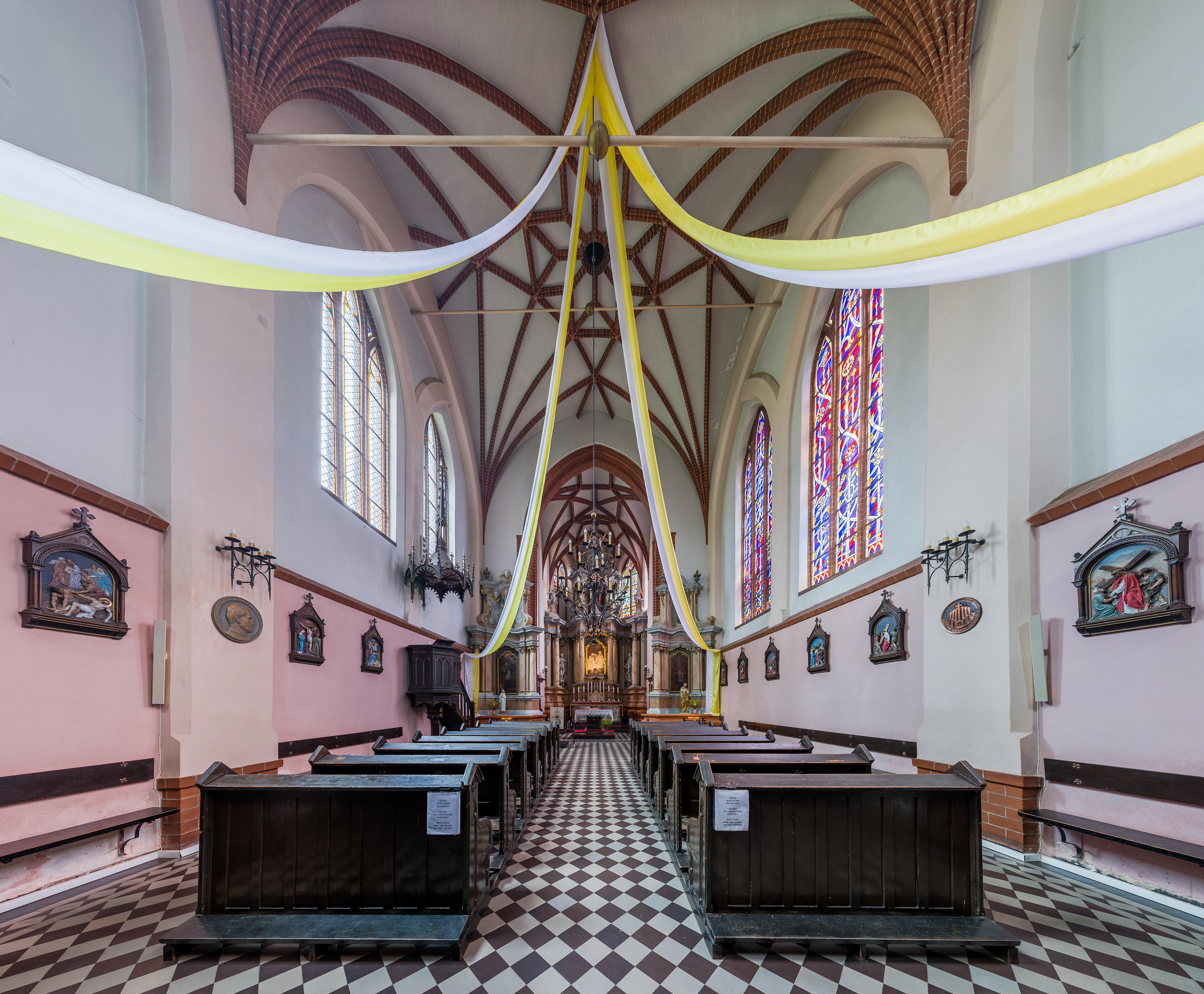
داخل الكنيسة عند المذبح الرئيسي

بُنيت أول كنيسة في هذا الموقع من الخشب لأجل آنا دوقة ليتوانيا الكبرى وهي أول زوجة لفيتاوتاس العظيم، وكانت مخصصة بالأساس للكاثوليك الألمان وغيرهم من الزوار الكاثوليك، وتدمرت الكنيسة في حريقٍ عام 1419. وشُيدت الكنيسة الحالية المبنية من القرميد بناءً على مبادرة أوعز بها ملك بولندا ودوق ليتوانيا الأكبر ألكسندر ياغيلون في الفترة من عام 1495 حتى عام 1500، ولم تتغير الواجهة الخارجية للكنيسة منذ حينها وبقيت تقريباً على حالها. وقام ميكواي رادجفي الأسود ويزو رادجفي بتمويل إعادة إعمارها عقب إلحاق حريق آخر أضرار جسيمة بها عام 1582. ألقى المحامي والمصلح أبروموس كولفيتس عوظاً دينية من 1538 حتى 1541. خضعت الكنيسة لأعمال صيانة وترميم بإشراف المعماري الألماني يوهان كريستوف غلوبيتز عام 1747. وتم إخفاء الأقواس الجانبية للبوابة الرئيسية عام 1762 لتقوية دعامات الواجهة.
تروي إحدى الأساطير المعروفة أن إمبراطور فرنسا نابليون أبدى رغبته في حمل الكنيسة وأخذها معه إلى باريس «في راحة يده» عندما وقع نظره عليها خلال الحرب الفرنسية الروسية عام 1812. وتم تجديد الكنيسة خلال الفترة من 1902 حتى عام 1909 فقد كُشِفَت الأقواس الجانبية وعُزِزت الجدران بالحديد، وتم تجديدها مرة أخرى خلال الفترة 1960–1970 فاستُعِيدت الأبراج التي كانت في حالة سيئة. نظمت رابطة الحرية الليتوانية وقفة احتجاجية احتجاجاً على الاحتلال السوفيتي للبلاد في ساحة تقع بالقرب من الكنيسة ونصب آدم ميتسكيفيتش وذلك بتاريخ 23 أغسطس عام 1987 وانتهى بقيام قوات الشرطة السوفيتية بتفرقة المتظاهرين. وخضعت الكنيسة لأعمال تجديد وصيانة عام 2009 حيث استُبدِلَ السقف وعُزِزت عناصر واجهة وأعيد بناء الأبراج الجانبية المفقودة منذ زمنٍ طويل.

## العمارة

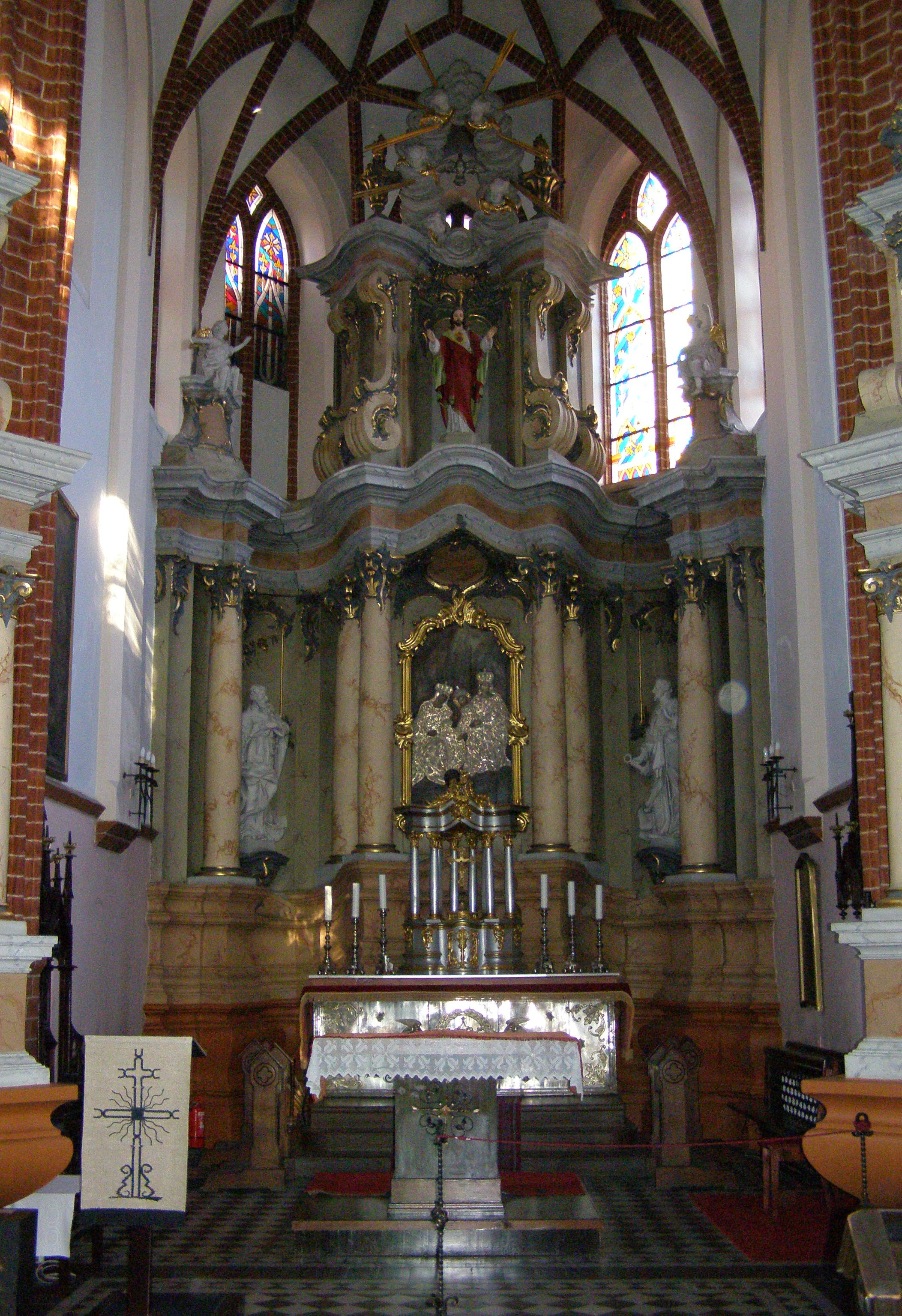
المذبح الرئيسي

يُنسب تصميم مبنى الكنيسة إما إلى المعماري مايكل إنكينغر الذي صمم كنيسة تحمل الاسم ذاته في وارسو أو إلى بينيديكت رايت، ولكن لا تؤكد المصادر التاريخية المكتوبة صحة هذا من عدمه. تشكل كنيسة القديسة حنة جزءاً من مُجمَّع يضم كنيسة القديس فرنسيس وبرناردينو القوطية الأكبر حجماً، وبالإضافة إلى الدير.
وظِفت مقاربة جديدة لاستعمال الطوب كمادة للبناء في تشييد الكنيسة. تبرز الواجهة الرئيسية المصممة على طراز قوطي مزخرف بألسنة اللهب. سُخِرت العناصر والأشكال القوطية التقليدية بطرق متفردة حيث شُكِت الأقواس القوطية بعناصر مستطيلة الشكل لتهيمن على واجهة متناسقة متناسبة وهو ما يعطي الناظر طابعاً ديناميكيَّاً. تظهر في واجهة الكنيسة علائم مشابهة لأعمدة غيديميناس وفقاً للمؤرخ الفني الليتواني فلاداس دريما.
للكنيسة صحن واحد وبرجان اثنان. واُستعمِلَ في تشييد الكنيسة ثلاثة وثلاثين نوع من شتى أنواع الطوب الطيني أحمر اللون. ويتميز التصميم الداخلي ومذبح الكنيسة ببناءه على الطراز الباروكي. أما برج الناقوس المُقلَّد الواقع بالقرب من الكنيسة فهو من تصميم المعماري الروسي نيكولاي تشاغين، ويعود تاريخ تشييده إلى سبعينيات القرن التاسع عشر، وهو مبني على النمط القوطي الجديد.

## وصلات خارجية
- الطريق الأوروبي للطوب القوطي (بالإنجليزية)
- جولة مصورة في الكنيسة على يوتيوب